# Шмид, Якоб
Якоб Шмид (нем. Jakob Schmid, 25 июля 1886, Траунштайн, Королевство Бавария — 16 августа 1964) — немецкий комендант Мюнхенского университета Людвига и Максимилиана. 18 февраля 1943 года он сдал братьев и сестёр Ганса Шолля и Софи Шолль, членов группы сопротивления «Белая роза» за распространение листовок против нацистской Германии.

## Брат и сестра Шолль и Шмид
Шмид работал с 1926 года комендантом в университете. 1 ноября 1933 года он вступил в СА, а 1 мая 1937 года — в НСДАП.
18 февраля 1943 года около 11:15 он заметил, как брат и сестра Шолль раздают листовки в атриуме университета. Он столкнулся с ними, когда они выходили из здания, и передал их секретарю Альберту Шайтхаммеру. Поскольку директор Вальтер Вюст отсутствовал, Шмид и Шайтхаммер отвезли Шоллей к консулу университета Эрнсту Хеффнеру, который передал их гестапо.
Шолль и другие члены «Белой розы» были приговорены к смертной казни на показательном суде 22 февраля 1943 года. Трое из них — Кристоф Пробст, Софи Шолль и Ганс Шолль — были казнены на гильотине в один и тот же день в тюрьме Штадельхайм.
Шмид получил награду в размере 3000 рейхсмарок и был повышен из рабочего до профессионального служащего. Сотни студентов приветствовали Шмида на церемонии благодарности, организованной Мюнхенским университетом для сдерживания студенческого сопротивления. Шмид ответил нацистским приветствием.

## После войны
Через три дня после окончания Второй мировой войны, 11 мая 1945 года, Шмид был арестован американскими оккупационными войсками. Его освободили через 13 недель, но он потерял работу. В 1946 году Шмид предстал перед судом по денацификации под председательством Карла Майера. Во время суда, который длился четыре часа, Шмид заявил, что его действия не имеют ничего общего с содержанием листовок, которые распространяли Шолль. Он сказал, что сдал их только потому, что распространение листовок технически противоречило политике университета.
Защита Шмида была отклонена, и Майер классифицировал его как «серьёзного преступника» в соответствии с категорией, установленной военным правительством США. Шмид был приговорён к пяти годам тюремного заключения, лишён пенсии, лишён права голоса и права занимать государственные должности. Он дважды обжаловал приговор, но безуспешно, один раз мотивируя это тем, что он «выполнил свой долг». Шмид отбыл полный срок наказания и был освобождён в 1951 году. Однако после освобождения ему восстановили пенсию и гражданские права. Шмид умер в 1964 году.